# 特里恩港
68°28′S 78°22′E / 68.467°S 78.367°E
特里恩港，是南極洲的海港，位於伊麗莎白公主地，處於朗格內斯半島北面，由挪威探險隊繪入地圖和命名，現時由南極條約體系管理。